# Wegen in Georgië
Het wegennet van Georgië is een belangrijke spil in zowel het binnenlandse als internationale verkeer met de vier buurlanden. Dit komt tot uitdrukking in de systematiek van de wegnummering. Het wegennet heeft dertien zogeheten internationaal georiënteerde hoofdwegen die de hoofdstad Tbilisi, waar ongeveer een derde van de nationale bevolking woont, verbindt met de vier buurlanden. Dit is tevens de ruggengraat van een netwerk van binnenlands georiënteerde nationale wegen die vitale regio's, zoals de wijnregio's Kacheti en Imereti, de bergregio's Ratsja-Letsjchoemi en Kvemo Svaneti of de hooglanden van Samtsche-Dzjavacheti met elkaar en de hoofdstad verbinden.
De totale lengte van de wegen die onder de wegenwetgeving vallen is 41.073 kilometer (2023). Dit is exclusief de wegen van de vijf zelfstandig bestuurde steden en de door Rusland bezette gebieden Abchazië en Zuid-Ossetië. Slechts een beperkt deel van het Georgische wegennet is gebouwd als expresweg of autosnelweg. Wegwijzers en bestemmingsborden zijn in zowel Georgisch als Latijns schrift, maar de prefix van het wegnummer is altijd in het Georgisch schrift. Europese E-routes staan op de bewegwijzering aangegeven, Aziatische AH wegen daarentegen niet.

## Wegnummering

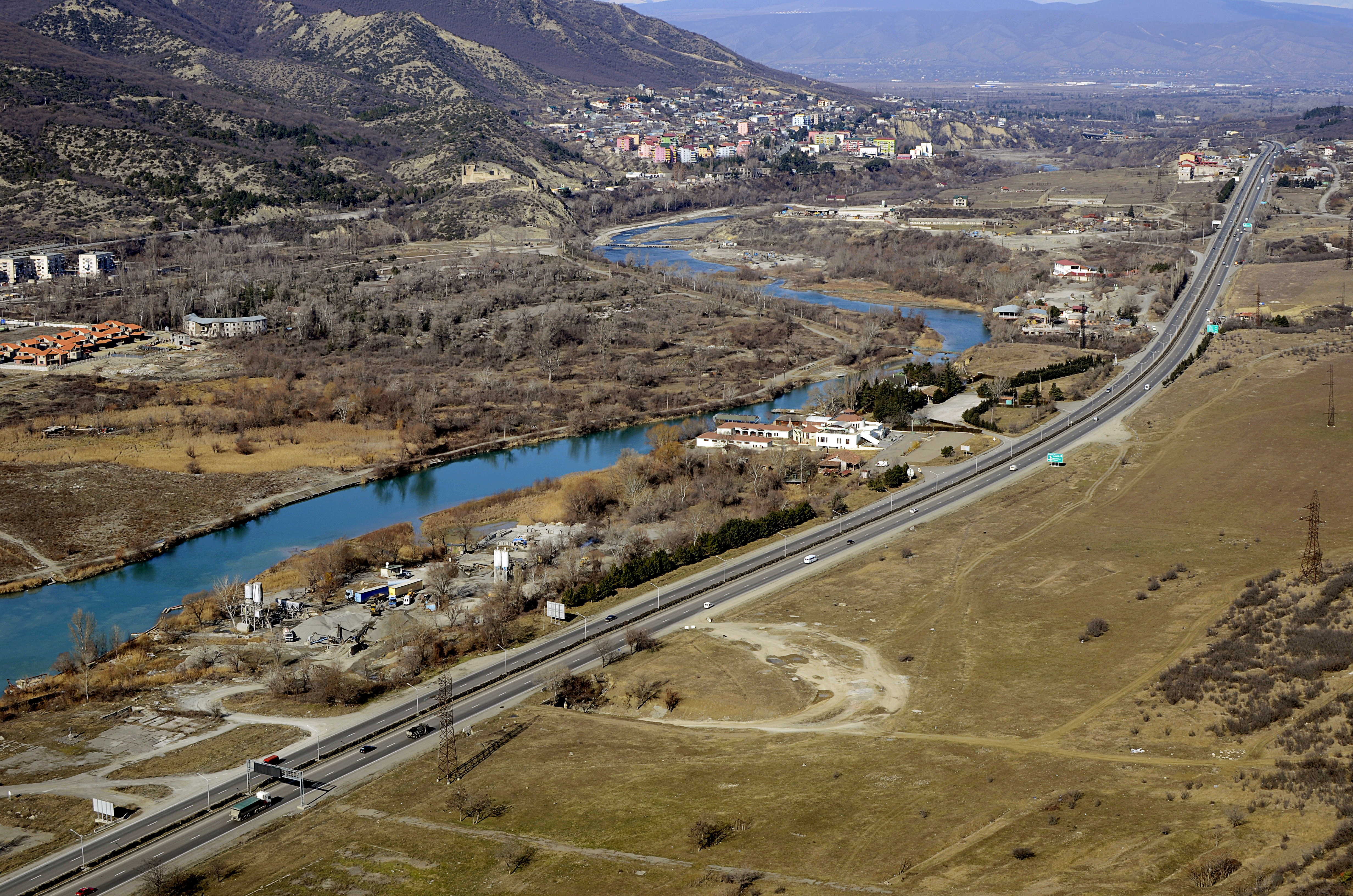
Georgië heeft weinig autosnelwegen

De wegnummering in Georgië bestaat uit drie lagen: wegen van "internationaal" (Georgisch: საერთაშორისო, saertashoriso), "binnenlands" (შიდასახელმწიფოებრივი, shidasakhelmts’ipoebrivi) en "lokaal" (ადგილობრივი, adgilobrivi) belang. Dit systeem werd eind 1996 ingevoerd, waarmee ook een nieuwe lijst van hoofdwegen werd vastgesteld.
De wegenwet definieert:
- "wegen van internationaal belang" als wegen die administratieve, belangrijke industriële en culturele centra van Georgië met andere landen verbinden;
- "wegen van binnenlands belang" als wegen die Tbilisi verbinden met culturele of economische centra, hoofdsteden van de Autonome Republieken en administratieve centra van de regio's, evenals toegang tot wegen van internationaal en binnenlands belang en het verbinden van belangrijke centra van de Autonome Republieken;
- "wegen van lokaal belang" als wegen die administratieve centra van gemeenten verbinden met hun gemeenschappen, wegen die deze verbinden met internationale en binnenlandse wegen en tussen gemeenschappen, evenals wegen die toeristische, recreatieve, sportieve, historische, culturele of wetenschappelijke bestemmingen verbinden met gemeentelijke centra.

Deze drie categorieën worden aangeduid met de Georgische letters ს (S), შ (Sh) en ა (A), afgeleid van de eerste letter van hun klasse: 
- ს staat voor "საერთაშორისო მნიშვნელობის გზა" (Saertashoriso mnishvnelobis gza, weg van internationaal belang)
- შ staat voor "შიდასახელმწიფოებრივი მნიშვნელობის გზა" (Shidasakhelmts’ipoebrivi mnishvnelobis gza, weg van binnenlands belang);
- ა staat voor "ადგილობრივი მნიშვნელობის გზა" (Adgilobrivi mnishvnelobis gza, weg van lokaal belang).

De lijsten van internationale (S) en binnenlandse (Sh) wegen worden volgens de wegenwet om de 5 jaar herzien en vereist goedkeuring van de regering. De lokale A-wegen worden sinds de decentralisatie in 2006 aangewezen door de gemeenten. Elke gemeente beheert tot soms honderden A-wegen. In de autonome republieken Adzjarië en Abchazië worden lokale A-wegen om de drie jaar beoordeeld door de autonome regering. Voor Abchazië is dit de door Tbilisi erkende autonome regering in ballingschap, die in de praktijk geen gezag uitoefent over het gebied.

## Netwerk

S-hoofdwegennet

Europese en Aziatische routes door Georgië

Het genummerde wegennet in Georgië is sinds de invoering van het systeem in 1996 geleidelijk uitgebreid. In 2006 werd het binnenlands georiënteerde Sh-routenetwerk fors uitgebreid door een grote herijking. In onderstaande tabel staan geen lokale A-wegen omdat deze gegevens niet volledig zijn te achterhalen voor een compleet beeld. De S- en Sh-wegen vallen onder de verantwoordelijkheid van de wegendepartement (Georoad) van het Ministerie van Regionale Ontwikkeling en Infrastructuur van Georgië, terwijl de lokale A-wegen onder de verantwoordelijkheid van gemeenten vallen.
| ს-wegen (S) | Aantal             | 12   | 12   | 12   | 12   | 13   | 13   | 13   | 13   |
| ს-wegen (S) | Lengte (km)        | 1581 | 1581 | 1565 | 1563 | 1603 | 1603 | 1595 | 1593 |
| შ-wegen (Sh) | Aantal             | 73   | 74   | 194  | 199  | 200  | 202  | 205  | 209  |
| შ-wegen (Sh) | Lengte (km)        | 3392 | 3417 | 5446 | 5446 | 5308 | 5298 | 5373 | 5460 |
| Totale lengte (km) | Totale lengte (km) | 4973 | 4998 | 7011 | 7009 | 6911 | 6901 | 6968 | 7053 |
| De tabel is gebaseerd op opeenvolgende lijsten voor "Bepaling van internationale, binnenlandse en lokale wegen van Georgië" van 1996, 2005, 2006, 2008, 2011, 2014, 2017 en 2022 |                    |      |      |      |      |      |      |      |      |

### Weg van internationaal belang

Schild van een S-weg

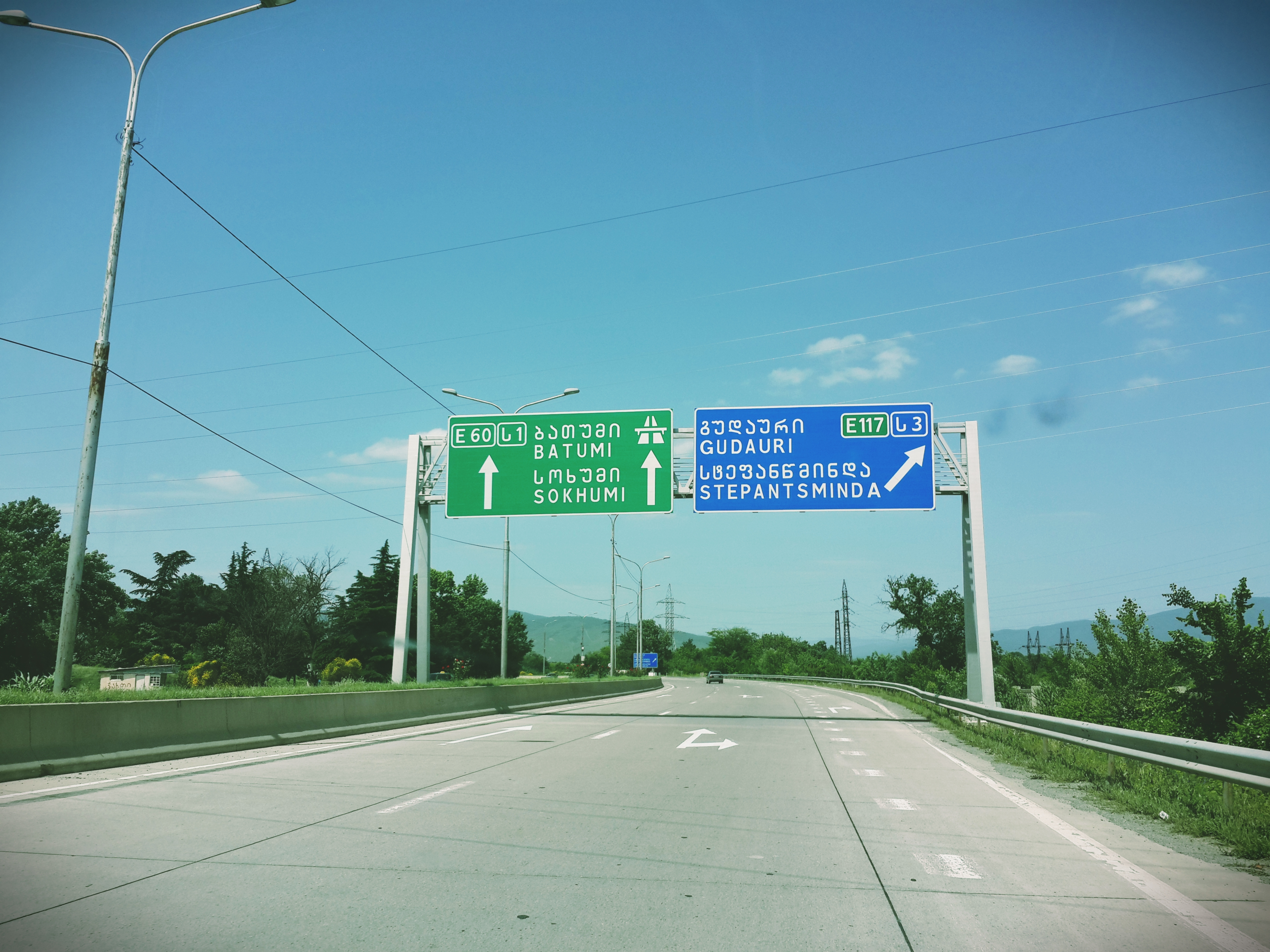
Bewegwijzering S-weg

De S-wegen van internationaal belang worden aangegeven door een blauw schildje met witte letters. De expresweg of autosnelweg delen worden gemarkeerd met een groen schildje met witte letters. De wegen zijn genummerd van ს1 tot ს13. Elf van deze gaan naar de buitengrens van Georgië, en twee (de S9 en S12) spelen een verbindingsrol in het S-netwerk. De S9 is de rondweg rond Tbilisi die het internationale transit verkeer tussen de S1, S4 en S5 afhandelt, en de S12 verbindt de S1 en S2 met elkaar op de route centraal-Georgië - Turkije. Twee van de drie S-wegen die formeel bij de Russische grens eindigen, liggen voor een groot deel in de feitelijk afgescheiden regio's Zuid-Ossetië en Abchazië. Deze delen staan niet onder Georgisch gezag en zijn ontoegankelijk vanaf de Georgisch gecontroleerde zijde.
Het meeste van de ~1600 kilometer S-weg is als tweebaans autoweg aangelegd. Beperkte delen zijn sinds 2006 uitgebouwd tot expresweg of autosnelweg, wat zich geleidelijk uitbreidt in de context van het E60/E70 East-West Highway project. Dit is een internationaal gesteund project om de (oost-west) transportcorridor door Georgië naar hogere standaarden te brengen en op deze wijze Azerbeidzjan, Armenië en Turkije beter met elkaar te verbinden via Georgië. De meeste S-routes maken deel uit van Europese E-routes, die samen met de Georgische wegnummers worden bewegwijzerd. Drie Aziatische wegen doorkruisen Georgië, maar deze worden niet bewegwijzerd.

### Weg van binnenlands belang

Schild van een Sh-weg

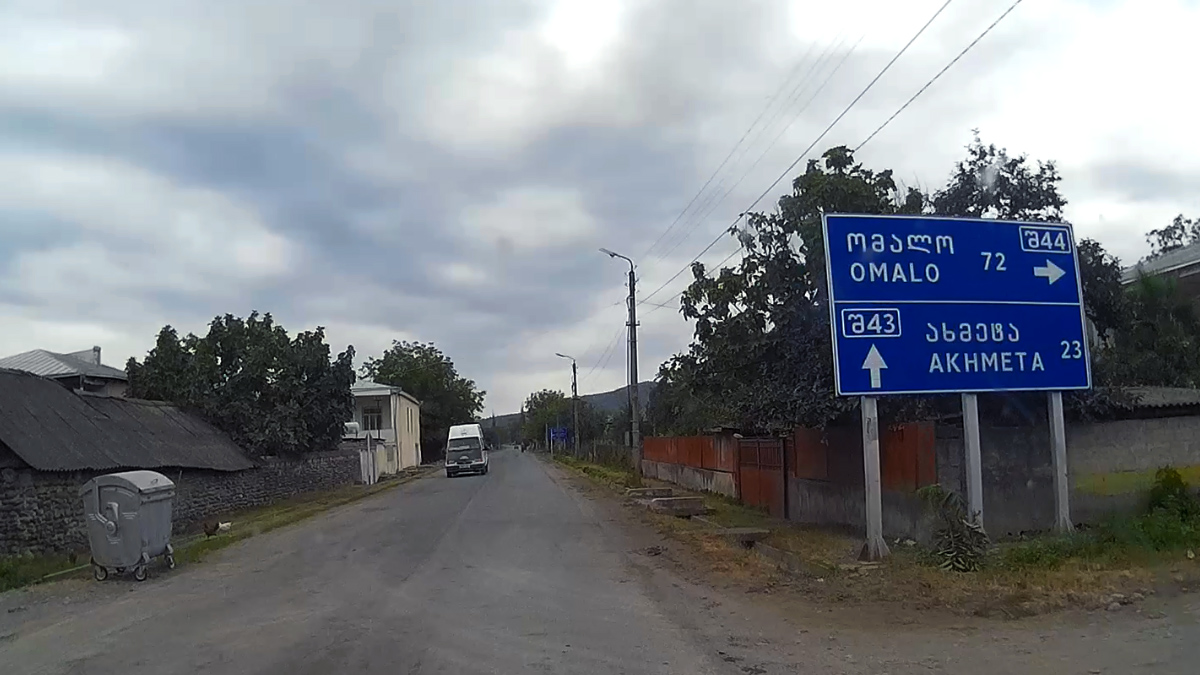
Bewegwijzering Sh-weg

De Sh-wegen van binnenlands belang hebben een blauw schildje met witte letters, maar deze worden niet consequent aangegeven op de bewegwijzering. De wegen zijn genummerd van 1 tot en met 209 volgens de wettelijke lijst van 2022. Er zit geen speciale logica in de nummering. Het uitgebreide netwerk van 5.460 km Sh-wegen verbindt vitale regio's met elkaar en de hoofdstad.
Verreweg de meeste van deze routes zijn relatief kort, maar sommige routes zijn vrij lang tot bijna 200 kilometer. De langere Sh-wegen zijn interregionaal van aard, terwijl anderen onderdeel zijn van een intraregionaal netwerk dat toegang biedt tot de S-hoofdwegen, afgelegen bevolkingscentra ontsluit of toegangswegen zijn voor belangrijk cultureel-historisch erfgoed.

## Maximumsnelheid

Maximumsnelheden

De snelheidslimieten in Georgië worden bepaald door de verkeerswet, artikel 33.
Historisch gezien was de maximumsnelheid in Georgië 90 km/u omdat er geen snelwegen waren in het land. Sinds de aanleg daarvan na de Rozenrevolutie van 2003 op gang is gekomen is dat veranderd. De snelheidslimiet is verhoogd naar 110 km/u voor de autosnelwegen. Deze limiet is vooral terug te vinden op een groot deel van de S1/E60 tussen Tbilisi en Samtredia, maar ook op het korte stukje S12 autosnelweg. Daarentegen kent het korte stuk autosnelweg S4 tussen Tbilisi en Roestavi een snelheidslimiet van 90 km/u.
| Vervoersmiddel                  | Bebouwde kom | Buiten bk | Snelwegen |
| ------------------------------- | ------------ | --------- | --------- |
| Personenauto en busjes tot 3,5t | 60           | 90        | 110       |
| Kleine bus en motorfiets        | 60           | 80        | 80        |
| Auto met aanhanger boven 3,5t   | 60           | 70        | 80        |

Er zijn een aantal wegen in Tbilisi, Batoemi en Koetaisi waar de maximumsnelheid hoger is dan de algemene limiet van 60 km/u voor de bebouwde kom. Dit zijn bijvoorbeeld:
- De expresboulevards op de oevers van de Mtkvari in Tbilisi hebben een limiet van 70 km/u.
- George W. Bush-weg("Kacheti Highway", S5) naar luchthaven Tbilisi heeft een limiet van 80 km/u.
- Davit Aghmashenebeli Avenue (S1) door de wijk Dighomi van Tbilisi heeft een limiet van 80 km/u.

## Geschiedenis

Genummerde wegen in de Kaukasus 1960-1982

Het genummerde wegennet in Georgië had zijn oorsprong in het Sovjet-tijdperk na de Tweede Wereldoorlog. De hedendaagse nationale hoofdroutes van Georgië hebben hun oorsprong in de jaren 1980. De nummersystematiek wijzigde een aantal keren, laatstelijk in 1997.

### 1960-1982
Lange tijd had de Sovjet-Unie geen publieke nummering van het (hoofd)wegennet. In 1960 werd een lijst van 37 genummerde "hoofdwegen van nationaal belang" voor de 15 Socialistische Sovjetrepublieken aangenomen. Drie van deze routes liepen door de Georgische Socialistische Sovjetrepubliek, de 16, 17 en 19. Deze kwamen in 1982 met een grote herziening van de wegnummering te vervallen.
|                                                                            | Historische route                                      | Lengte* | Onderdeel van                                                                            |
| -------------------------------------------------------------------------- | ------------------------------------------------------ | ------- | ---------------------------------------------------------------------------------------- |
| 16                                                                         | Beslan - Ordzjonikidze - Tbilisi - Leninakan - Jerevan | 270     | S3 (Georgische Militaire Weg), S1, centrum van Tbilisi en S6.                            |
| 17                                                                         | Tbilisi - Koetaisi - Samtredia                         | 245     | S1 tussen Natachtari en Samtredia, door de steden Gori, Chasjoeri en Koetaisi            |
| 19                                                                         | Novorossiejsk - Batoemi                                | 404     | S1 (Soechoemi - Zoegdidi - Samtredia), deel van S12, Sh2 via Ozoergeti en S2 tot Batoemi |
| *) Lengte van het deel binnen de Georgische SSR, in kilometers uitgedrukt. |                                                        |         |                                                                                          |

### 1982 - 1997

M en A hoofdwegen door Georgië 1982-1996

In 1982 werd in de Sovjet-Unie een nieuw wegnummersysteem aangenomen met voorloopletters M, A en R (Russisch: Р), dat de basis legde voor het genummerde hoofdwegennet in het onafhankelijke Georgië. De M- en A-routes zijn in het huidige Georgische hoofdwegennet nog grotendeels terug te vinden. De M- en A-routes "van nationaal belang" werden toegewezen op het federale Sovjet-niveau. M staat voor het Russische Magistralnyye (Магистральные, arteriële) en A staat voor Avtomobilnyye (Автомобильные, automobiel). De R-routes ("republikeinse") werden toegewezen op het niveau van de SSR-republiek. SSR grensoverschrijdende R-routes kregen daardoor veelal verschillende nummers aan weerszijden van de grens.
De A-routes hadden drie cijfers en werden toegewezen op basis van hun regio: de 300-serie werd toegewezen aan de Kaukasus en Centraal-Azië. De R-routes hadden 1 tot 3 cijfers, gebaseerd op hun belang in het wegennet. Door de Georgische SSR leidden één M-weg (M-27) en tien A-wegen (A-301 tot A-310). Deze nummers werden in het onafhankelijke Georgië tot 1997 gehandhaafd, toen het land overstapte op een eigen systeem.
|                                                                            | Historische route                                        | Lengte* | Onderdeel van                                                                 |
| -------------------------------------------------------------------------- | -------------------------------------------------------- | ------- | ----------------------------------------------------------------------------- |
| M-27                                                                       | Novorossiejsk - Tbilisi - Bakoe                          | 604     | Gehele S1, door Tbilisi, en gehele S4.                                        |
|                                                                            |                                                          |         |                                                                               |
| A-301                                                                      | Tbilisi (Natachtari) - Beslan                            | 137     | Gehele S3 (Georgische Militaire Weg)                                          |
| A-302                                                                      | Tbilisi - Lagodechi via Bakoertsiche                     | 152     | S5. Na Lagodechi ging A-302 ging verder als A-315                             |
| A-303                                                                      | Tbilisi - Bogdanovka (Ninotsminda) via Manglisi          | 164     | Via Tbilisi's Sololaki District, Kodzjori, Manglisi en Sh31 naar Ninotsminda. |
| A-304                                                                      | Tbilisi - Leninakan (Gjoemri) tot A-306                  | 98      | Gehele S6                                                                     |
| A-305                                                                      | Micha Tschakaya (Luchtmachtbasis Senaki, M-27) - Batoemi | 97      | S2 vanaf S1 bij Senaki via Poti naar Batoemi                                  |
| A-306                                                                      | Batoemi - Leninakan (Gjoemri) door Achaltsiche           | 166     | Sh1 Batoemi - Achaltsiche en S11 via Ninotsminda naar Armenië                 |
| A-307                                                                      | Koetaisi - Benara (A-306) via Sairme                     | 104     | Sh14 Koetaisi - Benara (aansluiting Sh1) via Baghdati en Sairme               |
| A-308                                                                      | Chasjoeri - Achaltsiche                                  | 77      | S8 Chasjoeri - Achaltsiche                                                    |
| A-309                                                                      | Bzipi - Avadhara via Ritsa                               | 59      | Gehele Sh11 route (in Abchazië).                                              |
| A-310                                                                      | Kirovakan (Vanadzor) - Marneoeli door Alaverdi           | 349     | Gehele S7 Marneoeli - Sadachlo                                                |
| *) Lengte van het deel binnen de Georgische SSR, in kilometers uitgedrukt. |                                                          |         |                                                                               |

### Vanaf 1997

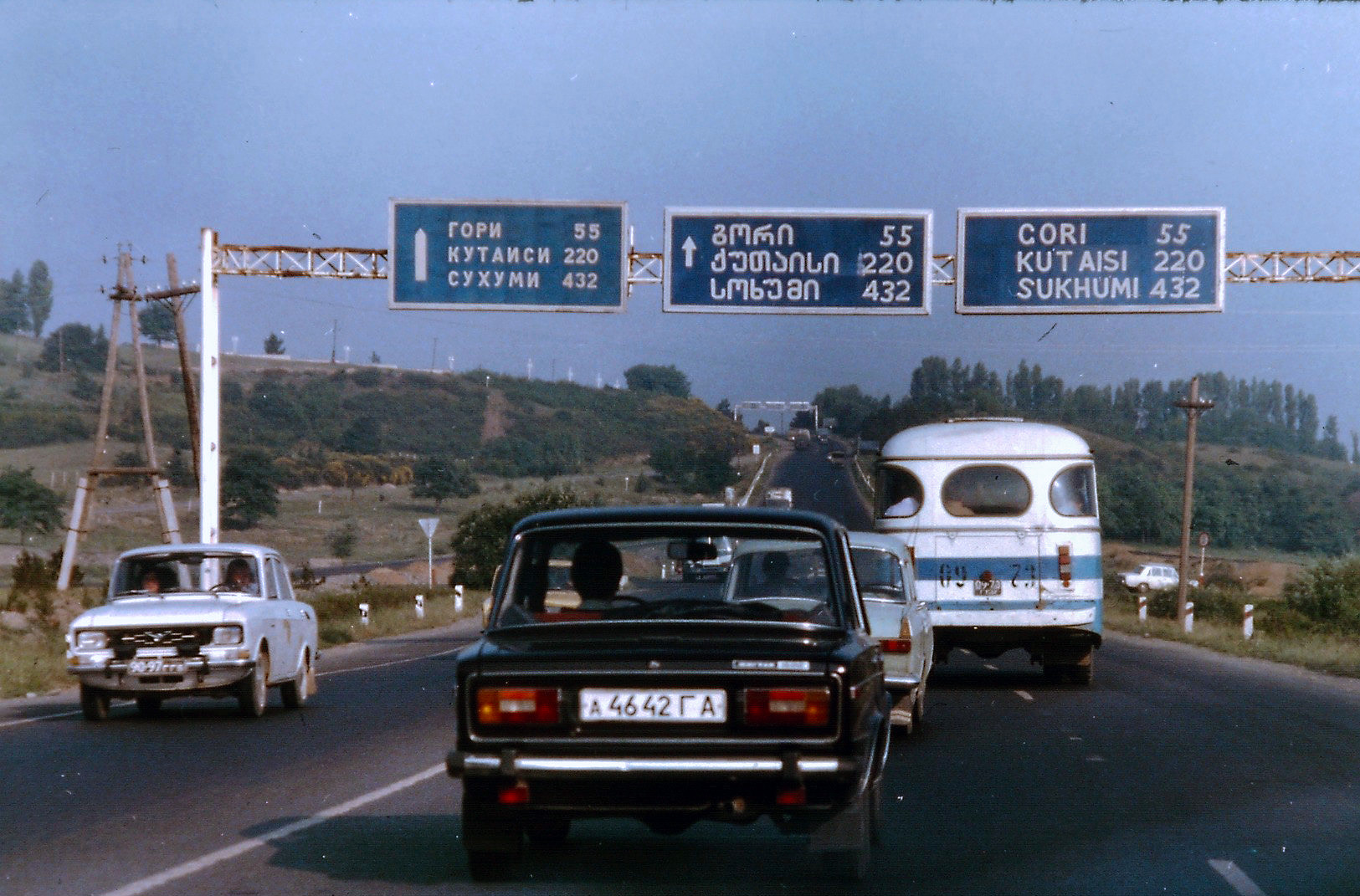
Drie scripts in de Georgische SSR. In het onafhankelijke Georgië verdween het Russisch van de borden.

In 1997 werden resterende kenmerken van de Sovjet nummering subtiel uit de oude wegenwet gewijzigd. Het woord "hoofdweg" (მაგისტრალური, magist'raluri, M-weg) werd vervangen door "internationaal" en "republikeins" (რესპუბლიკური, resp'ublik'uri, R-weg) met "binnenlands".
In de praktijk betekende dit dat de meeste (Sovjet) Georgische A-routes en de enige M-route naar S-wegen genummerd zijn en R-routes naar Sh-wegen. De gedachte hierachter was dat de meeste M en A hoofdwegen die het onafhankelijke Georgië in 1991 uit de Sovjet-Unie had geërfd naar de buitengrenzen van het land gaan, al dan niet met een kleine verlenging, zoals de S2 en S8. Het hoofdwegennet werd hierdoor sterk internationaal georiënteerd.

## Grensovergangen

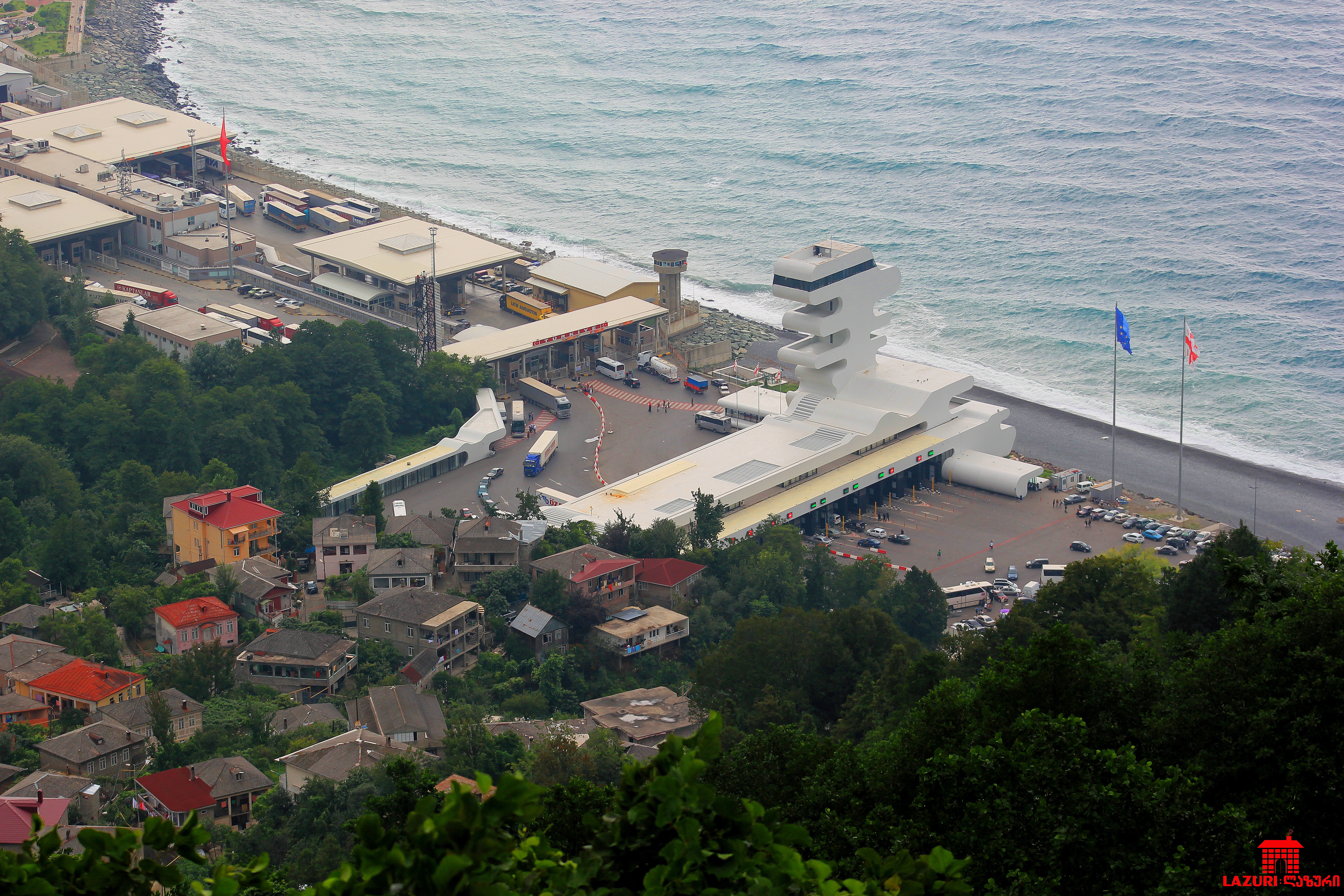
Georgisch-Turkse grens in Sarpi

Georgië heeft twaalf open grensovergangen voor autoverkeer met de vier buurlanden. Twee andere overgangen aan de de jure Georgische buitengrens zijn feitelijk open voor verkeer tussen Rusland en de twee afscheidingsgebieden Zuid-Ossetië en Abchazië, maar zijn volgens de Georgische autoriteiten illegaal in bedrijf. Georgië beschouwt de binnenkomst in deze twee gebieden anders dan via Georgisch gecontroleerd gebied (dus via Rusland) als een immigratiemisdrijf.
Negen open overgangen zijn het eindpunt van een S-weg, de andere drie sluiten aan op een Sh-weg en hebben daarmee een secundair karakter. De grensovergang van Sarpi in de S2 met Turkije kende in 2023 de meeste inkomende (buitenlandse) reizigers.
Azerbeidzjan hield ook na de coronapandemie de landsgrenzen lange tijd dicht, met uitzondering van economisch vervoer. In 2019 waren er nog 1,2 miljoen passages via de grensovergang Rode Brug.
| Land                                                         | Grensovergang  | Grensovergang               | Weg | Weg        | Passanten | Gemeente       | Regio                          |
| ------------------------------------------------------------ | -------------- | --------------------------- | --- | ---------- | --------- | -------------- | ------------------------------ |
| Armenië                                                      | Bavra          | Ninotsminda                 |     | S11 (E691) | 163.476   | Ninotsminda    | Samtsche-Dzjavacheti           |
| Armenië                                                      | Gogavan        | Goegoeti                    |     | S6 (E117)  | 64.076    | Dmanisi        | Kvemo Kartli                   |
| Armenië                                                      | Privolnoye     | Achkerpi                    |     | Sh37       | 63        | Marneoeli      | Kvemo Kartli                   |
| Armenië                                                      | Bagratashen    | Sadachlo                    |     | S7 (E001)  | 901.833   | Marneoeli      | Kvemo Kartli                   |
| Azerbeidzjan                                                 | İkinci Şıxlı   | Tsiteli Chidi (Rode Brug)   |     | S4 (E60)   | 149.917   | Marneoeli      | Kvemo Kartli                   |
| Azerbeidzjan                                                 | Sadıqlı        | Vachtangisi ("Mtkvari")     |     | Sh66       | 0         | Gardabani      | Kvemo Kartli                   |
| Azerbeidzjan                                                 | Muğanlı        | Samtatskaro                 |     | Sh173      | 0         | Dedoplistskaro | Kacheti                        |
| Azerbeidzjan                                                 | Balakən        | Lagodechi                   |     | S5         | 57.490    | Lagodechi      | Kacheti                        |
| Rusland                                                      | Verkhny Lars   | Zemo Larsi (Kazbegi-Darjal) |     | S3 (E117)  | 1.186.953 | Kazbegi        | Mtscheta-Mtianeti              |
| Rusland                                                      | Adler          | Psou                        |     | S1 (E97)   | -         | Gagra          | Abchazië                       |
| Rusland                                                      | Nizhniy Zermag | Zemo Roka (Roki-tunnel)     |     | S10        | -         | Dzjava         | Sjida Kartli (in Zuid-Ossetië) |
| Turkije                                                      | Hopa           | Sarpi                       |     | S2 (E70)   | 1.449.194 | Chelvatsjaoeri | Adzjarië                       |
| Turkije                                                      | Posof-Türkgözü | Vale                        |     | S8 (E691)  | 79.035    | Achaltsiche    | Samtsche-Dzjavacheti           |
| Turkije                                                      | Çıldır-Aktaş   | Kartsachi                   |     | S13        | 143.686   | Achalkalaki    | Samtsche-Dzjavacheti           |
| Grensovergangen feitelijk operatief in afscheidingsgebieden. |                |                             |     |            |           |                |                                |